# Estación Trianon-Masp
La estación Trianon-Masp es una de las estaciones de la Línea 2 - Verde del Metro de São Paulo. 
Inaugurada el 25 de enero de 1991, la estación fue construida bajo la Avenida Paulista, en el n.º 1485. 
Recibe este nombre debido a la proximidad con el Parque Trianon y el Museo de Arte de São Paulo, MASP.

## Características

Entrada de la estación

Estación subterránea compuesta por dos entrepisos de distribución en cada extremo y plataforma central. Posee acceso para discapacitados físicos.
Capacidad de hasta 20.000 pasajeros por día.
Área construida de 9.290 m².

## Alrededores

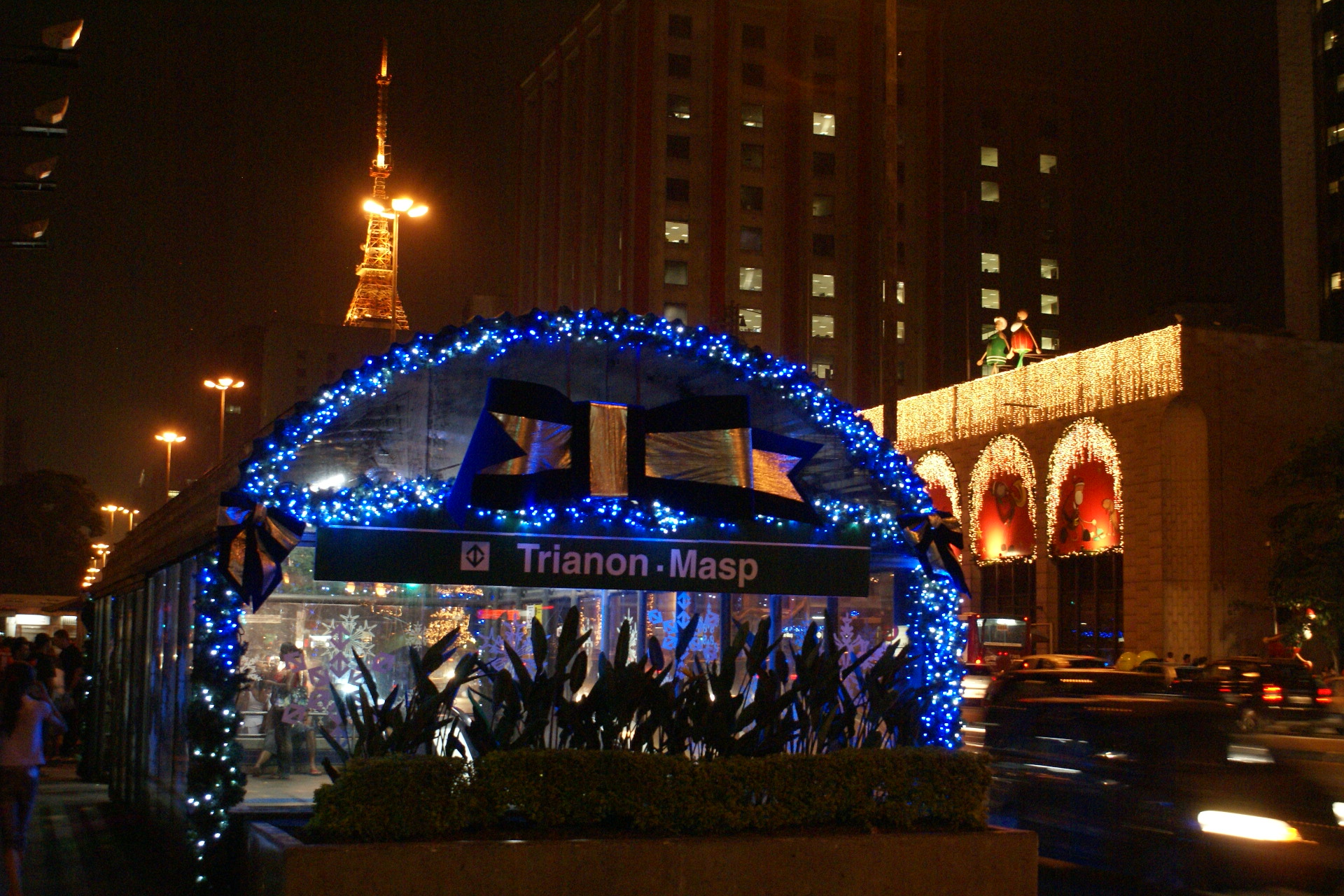
La estación con la decoración tradicional de Navidad

- Parque Trianon - Parque Teniente Siqueira Campos
- Federación de Industrias del Estado de São Paulo - FIESP
- Servicio Social de la Industria - SESI
- Hotel Maksoud Plaza[3]
- Museo de Arte de São Paulo - MASP
- Top Center Shopping[4]
- Colegio Dante Alighieri[5]
- Fundación Cásper Líbero
- Colegio Objetivo Unidade Paulista
- Fundación Getúlio Vargas
- Iglesia Presbiteriana Jardim das Oliveiras
- Pró-Matre Paulista Hospital
- Hospital Emílio Ribas
- Hospital Humberto I
- Hospital Nove de Julho
- Hospital Sírio Libanês
- Instituto de Gastroenterología São Paulo - IGESP

## Obras de arte
- "Un Espejo Mágico de Pintura en Brasil", Wesley Duke Lee, Dos paneles (2001) ;digitalización de cromo y computación gráfica - lona vinílica (2,00 x 40,00 m), instalados en las plataformas laterales: sentido Sacomã - Vila Madalena y sentido Vila Madalena - Sacomã.

- "Pássaro Rocca", Francisco Brennand, escultura (1990); cerámica vitrificada - argila vitrificada, quemada en alta temperatura (2,80 x 0,40 m), instalado en la plataforma central.

## Tabla
| Sigla | Estación     | Inauguración        | Capacidad                  | Integración              | Plataformas | Posición    | Notas                                         |
| ----- | ------------ | ------------------- | -------------------------- | ------------------------ | ----------- | ----------- | --------------------------------------------- |
| TRI   | Trianon-Masp | 25 de enero de 1991 | 20 mil pasajeros hora/pico | Bilhete Único de SPTrans | Central     | Subterránea | Estación con estructura de concreto aparente. |